# Stade Nicola De Simone
Le Stade Nicola De Simone (en italien : Stadio Nicola De Simone), auparavant connu sous le nom de Stade Victor-Emmanuel III (en italien : Stadio Vittorio Emanuele III), est un stade de football italien situé dans la ville de Syracuse, en Sicile.
Le stade, doté de 5 946 places et inauguré en 1932, sert d'enceinte à domicile à l'équipe de football du Syracuse Calcio.

## Histoire
Le stade municipal de Syracuse est situé au cœur de la ville dans le quartier historique et populaire de Santa Lucia, à deux pas de la basilique de Santa Lucia al Sepolcro. Inauguré durant la 10e année de l'ère fasciste, il s'appelle alors le Stade du Littorio (en italien : Stadio Del Littorio). Les symboles de cette période sont encore visibles dans le hall d'entrée et au fond de la tribune centrale. Le stade est ensuite dédié au roi d'Italie Victor-Emmanuel III.
En 1979, le stade est rebaptisé en l'honneur du footballeur Nicola De Simone, décédé après plusieurs jours de coma (le 30 mai 1979) lors d'un match sur terre battue à Palma Campania contre Palmese.
En plus du grand club de la ville du Syracuse Calcio, d'autres clubs locaux ont également évolué au stade, comme l'Ortigia à la fin des années 1990 ou encore l'Enzo Grasso en 2013.
Le stade a en outre accueilli de nombreux concerts, comme ceux de Pooh, Miguel Bosé, Ivana Spagna, Riccardo Cocciante ou encore Eros Ramazzotti.

## Galerie

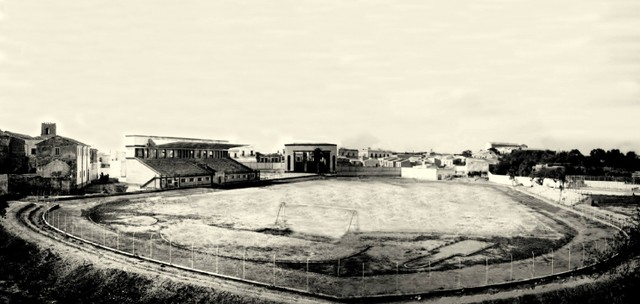
Vue du stade en 1932
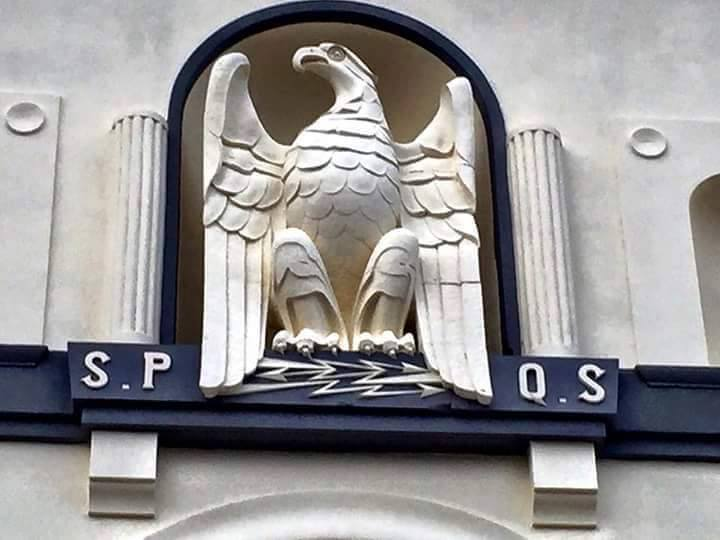
L'aigle, symbole de la ville de Syracuse, après la rénovation de 2015
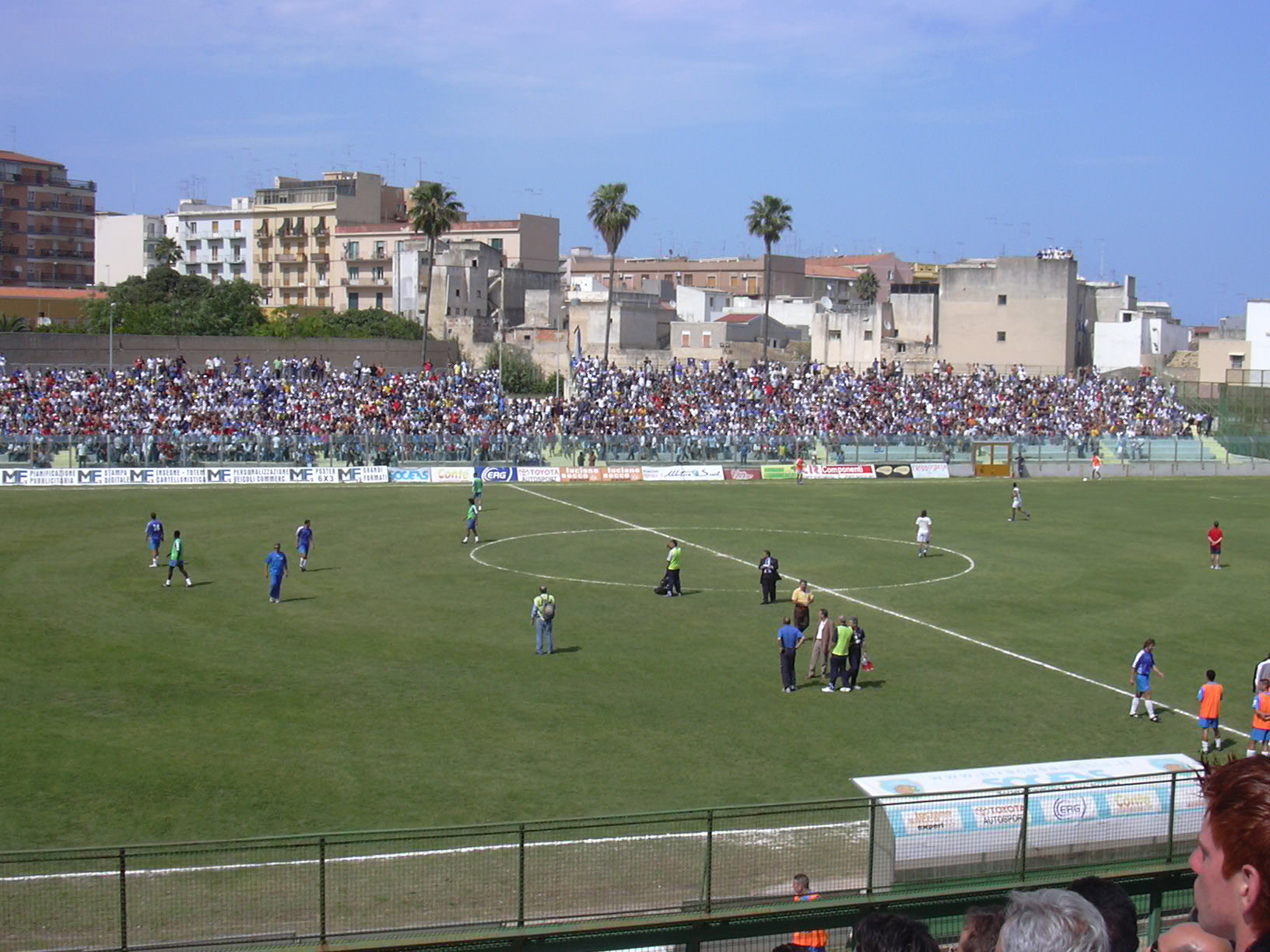
Tribune nord du stade
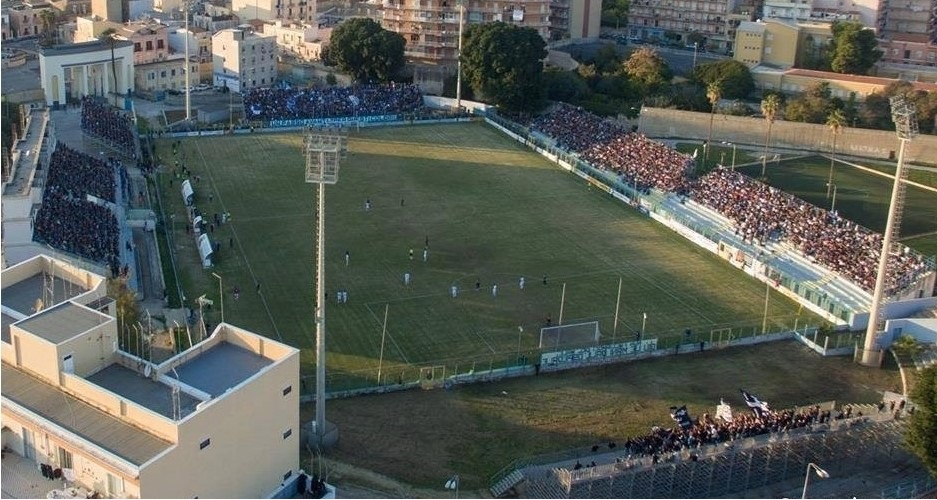
Vue panoramique du stade pendant le match Syracuse Calcio - Cavese 1919 en 2015